# King Diamond (band)
King Diamond er en dansk heavy metal-gruppe. Gruppens forsanger, King Diamond, er kendt for sine sataniske live-shows og omfattende brug af make-up.

## Diskografi
| Studioalbummer - Fatal Portrait (1986) - Abigail (1987) - "Them" (1988) - Conspiracy (1989) - The Eye (1990) - The Spider's Lullabye (1995) - The Graveyard (1996) - Voodoo (1998) - House of God (2000) - Abigail II: The Revenge (2002) - The Puppet Master (2003) - Give Me Your Soul...Please (2007) | Livealbummer - In Concert 1987: Abigail (1990) - Deadly Lullabyes: Live (2004) Samlealbummer - A Dangerous Meeting (1992) - Nightmare in the Nineties (2001) - King Diamond and Black Rose, 20 Years Ago: A Night of Rehearsal (2001) - The Best of King Diamond (2003) EPs - The Dark Sides (1989) - Collector's Item (1999) Singles - "No Presents for Christmas" (1985) |